# Camp militaire Kamina
Le Camp militaire de Kamina, souvent appelé base de Kamina, est l'une des plus grandes installations militaires de la république démocratique du Congo (RDC) et de toute l'Afrique subsaharienne. Situé dans la province du Haut-Lomami, à proximité de la ville de Kamina, ce camp a joué un rôle stratégique depuis sa création au milieu du XXe siècle.

## Histoire
Le camp de Kamina a été établi dans les années 1950 par les autorités coloniales belges. Il s'agissait à l'époque d'une base stratégique conçue pour répondre aux besoins de défense dans le contexte de la guerre froide. Sa position géographique centrale en Afrique et son éloignement des frontières la rendaient idéale pour accueillir des forces militaires et des infrastructures clés.
Après l'indépendance du Congo en 1960, la base a été reprise par les Forces armées congolaises (FAC), devenues ensuite les Forces armées de la République démocratique du Congo (FARDC). Le camp a été au cœur de plusieurs événements marquants de l'histoire militaire et politique du pays, notamment lors des conflits armés et des interventions internationales.

## Description et infrastructure
Le camp de Kamina s'étend sur une superficie d'environ 800 kilomètres carrés, ce qui en fait l'une des plus grandes bases militaires d'Afrique. Il comprend plusieurs installations militaires, notamment, :
- Pistes aériennes : La base dispose de plusieurs pistes d'atterrissage capables d'accueillir des avions de transport militaire et des chasseurs. Ces infrastructures aéronautiques en font un point logistique essentiel pour les opérations militaires.
- Zones de formation : Des installations sont destinées à la formation des recrues et au perfectionnement des troupes.
- Dépôts d'armement : Kamina a longtemps servi de lieu de stockage pour des équipements militaires, y compris des armes et des munitions.
- Logements et infrastructures civiles : La base abrite des casernes, des logements pour les militaires et leurs familles, ainsi que des services de base tels que des écoles, des hôpitaux et des marchés.

## Rôle stratégique
Le camp de Kamina occupe une position centrale dans la défense nationale de la RDC. Sa taille et ses capacités logistiques permettent de déployer rapidement des troupes dans différentes régions du pays.
Pendant la guerre froide, la base servait également de point d'appui pour des alliés étrangers, notamment la Belgique et les États-Unis. Aujourd'hui, Kamina reste une pièce maîtresse pour les FARDC dans la lutte contre les groupes armés opérant dans l'est du pays.

## Enjeux contemporains
Malgré son importance stratégique, le camp de Kamina est confronté à plusieurs défis, notamment :
- Manque de financement : Les infrastructures, bien que vastes, nécessitent des rénovations importantes après des décennies de sous-investissement.
- Sécurité régionale : L'instabilité persistante dans certaines parties de la RDC impose une pression constante sur les ressources et les capacités du camp.
- Collaboration internationale : La base continue d'accueillir des missions de formation et d'assistance technique par des partenaires étrangers, notamment dans le cadre de programmes de renforcement des capacités militaires.